# دازان (فين)
دازان (بالفارسية: دازان) هي قرية تقع في إيران في قسم فين الريفي.